# Review by the Queen and the Prince of Wales
Review by the Queen and the Prince of Wales è un cortometraggio muto del 1902. Il nome del regista non viene riportato nei credit del film ma vi appare quello del produttore Cecil M. Hepworth come direttore della fotografia.
Nel film, lungo 23 metri, appare il principe di Galles, il futuro Giorgio V e sua madre, la regina Alessandra.

## Produzione
Il film fu prodotto dalla Hepworth. .

## Distribuzione
Distribuito dalla Hepworth, il documentario - un cortometraggio della lunghezza di 23 metri - presumibilmente uscì nelle sale cinematografiche britanniche nel 1902.
Non si hanno altre notizie del film che si ritiene perduto, forse distrutto nel 1924 quando il produttore Cecil M. Hepworth, ormai fallito, cercò di recuperare l'argento del nitrato fondendo le pellicole.